# Sulefugle
Suliformes er en orden af fugle, der består af fire familier med i alt cirka 60 arter. Disse familier er traditionelt, på grund af ligheder i deres morfologi, blevet regnet som en del af ordenen Pelicaniformes, men på baggrund af DNA-undersøgelser er der sket en opdeling.

## Familier
- Suler (10 arter)
- Skarver (41 arter)
- Fregatfugle (5 arter)
- Slangehalsfugle (4 arter)

## Billeder
|                             |
| Skarv (Phalacrocorax carbo) |

|                                 |
| Stor fregatfugl (Fregata minor) |